# Basappa Danappa Jatti
Basappa Danappa Jatti (10. september 1913 – 7. juni 2002) var en indisk jurist og politiker, der var Indiens 5. vicepræsident fra 1974 til 1979. Jatti var fungerende præsident i Indien fra februar til juli 1977. Han var medlem af Det Indiske Kongresparti.
Jatti var premierminister i Mysore (1958–1962), viceguvernør i Pondicherry (1968–1972) og guvernør i Orissa (1972–1974). Som indisk vicepræsident var han fungerende præsident i Indien fra februar til juli 1977 efter Fakhruddin Ali Ahmed døde i embedet den 11. februar 1977.